# Музей древесины
Музей древесины (яп. 兵庫県立木の殿堂) — музей в г. Ками, префектура Хёго (префектура), Япония. Музей, расположенный в горной зоне Миката-ган префектуры Хёго, представляет вниманию публики различные культуры обращения с деревом во всем мире.
Музей был создан, чтобы отпраздновать Национальный фестиваль дерева, который проводится ежегодно после того, как император основал его после уничтожения лесов в стране во время Второй мировой войны.
Здание музея построено в 1993–1994 годах по проекту японского архитектора Тадао Андо (род. 1941); дата проекта — 1991—1993. Андо построил прочное сооружение из дерева на склоне горы. Здание музея главным образом состоит из круглого в плане объёма сооружения диаметром 46 м и с высотой потолка 16 м, которое занято большим количеством опор и перекладин из клееной древесины. В центре объема находится круглый бассейн под открытым небом. Таким образом, небо и вода оказались запертыми в круглом пространстве из дерева.
Характеристики здания:
- Общая площадь участка: 168 310 м².
- Площадь поверхности, занятая зданием: 1 950 м².
- Общая площадь застроенного участка: 2 700 м².
- Выставочное пространство: 1200 м².
- Строительные материалы: железобетон, кедровое дерево.